# 巴丹塔島

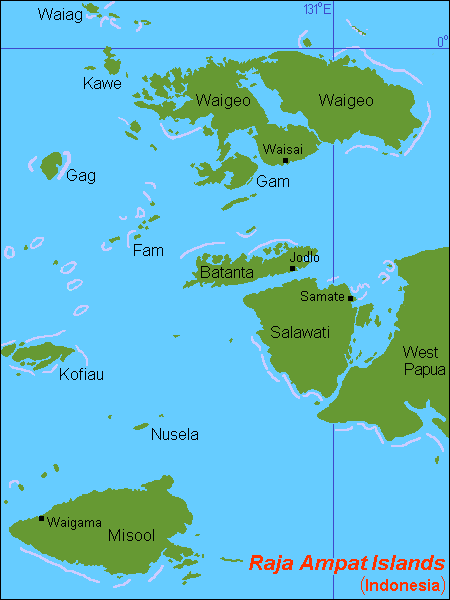
巴丹塔島位置

巴丹塔島是印度尼西亞的島嶼，位於巴布亞省，屬於拉賈安帕特群島四大島嶼之一，面積453平方公里，最高點海拔1,184米，群島其他主要島嶼有米蘇爾島、薩拉瓦蒂島和衛吉島。行政上由拉贾安帕特县管理。
0°52′4″S 130°39′27″E / 0.86778°S 130.65750°E